# Ainabo
Ainabo este un oraș din regiunea Sool, Somalia.